# 헨리 한센

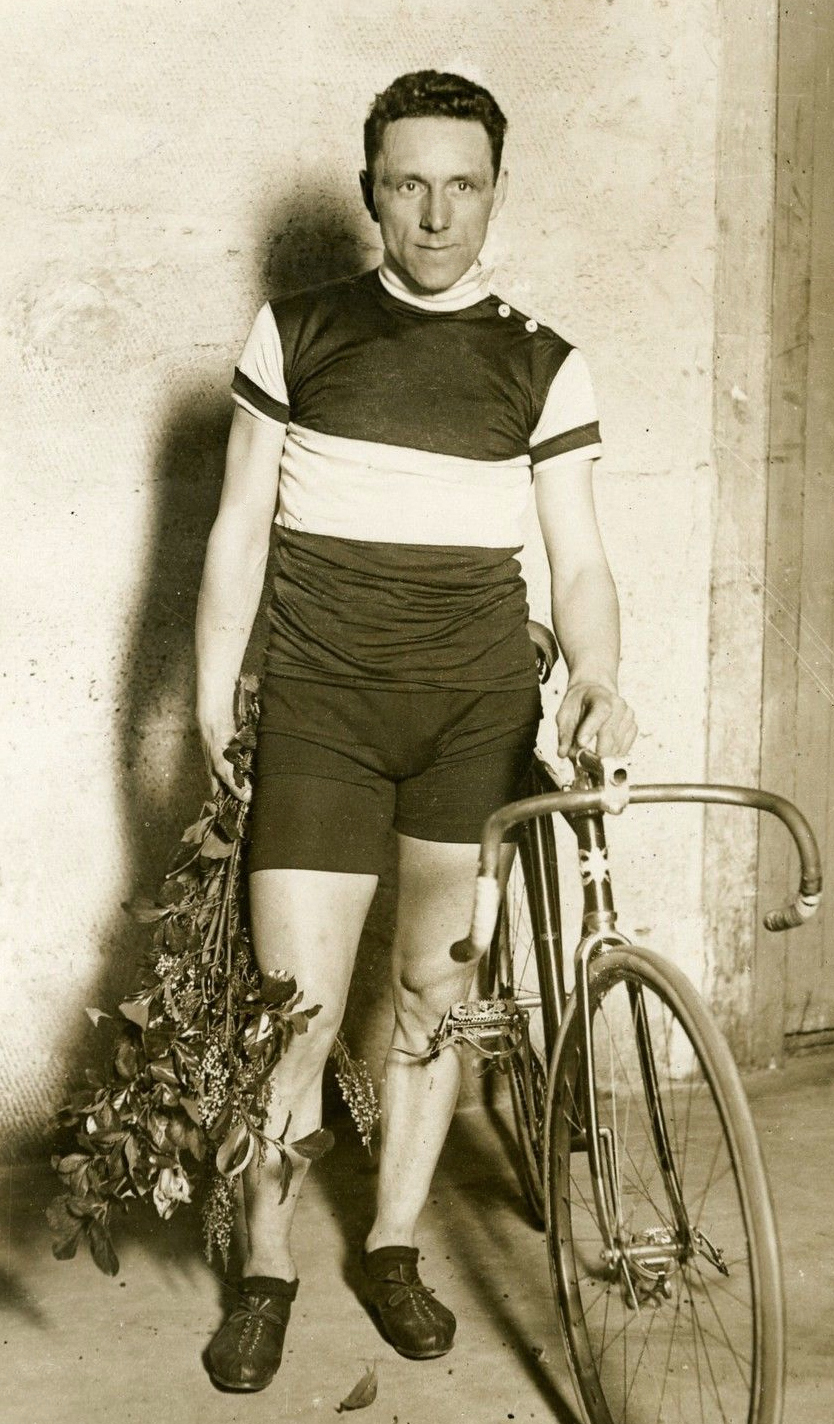

헨리 한센(덴마크어: Henry Hansen, 1902년 3월 16일 - 1985년 3월 28일)은 덴마크의 사이클 선수로 1928년 하계 올림픽에서 2개의 금메달을 땄다. 그는 1932년 하계 올림픽에서 은메달을 땄다.
한센의 조카딸은 1960년 하계 올림픽때 사망한 덴마크의 사이클 선수 크누드 에네마르크 옌센과 결혼했다.